# Алпайн (Техас)
Алпайн (англ. Alpine) — город, расположенный на западе штата Техас (США), примерно в 330 км юго-восточнее Эль-Пасо и в 500 км западнее Сан-Антонио. Алпайн является окружным центром округа Брустер. Согласно Бюро переписи населения США, по переписи 2010 года население Алпайна составляло 5905 человек.

## История
История поселения на месте нынешнего Алпайна отсчитывается с 1882 года, когда группа железнодорожных рабочих поселилась в палатках у ручья, текущего у подножия соседней горы. Тем не менее известно, что ещё за четыре года до этого, начиная с 1878 года, в этих местах жили в палатках скотоводы.
Отрезок проходящей мимо железной дороги, а также небольшое поселение рабочих, получили название Осборн (англ. Osborne), а через некоторое время были переименованы в Мёрфивилл (англ. Murphyville). Это переименование было частью договора между руководством железной дороги и Дэниэлом и Томасом Мёрфи (Daniel and Thomas Murphi), на землях которых находились основные источники воды, которые были нужны для обслуживания паровых двигателей. Таким образом, в 1883 году название Мёрфивилл было зарегистрировано в техасском округе Пресидио, в состав которого в то время входила эта территория.
Численность поселения понемногу увеличивалась. В феврале 1888 года была удовлетворена просьба жителей о переименовании Мёрфивилла в Алпайн. В 1921 году в Алпайне был открыт Педагогический колледж Сала Росса (Sul Ross State Normal College), ныне — Университет Сала Росса (Sul Ross State University). Это привело к ускорению роста населения, и к 1929 году Алпайн официально получил статус города.

## Население
Согласно переписи населения 2010 года, в Алпайне проживали 5905 человек, включая 2480 домашних хозяйств. Плотность населения была 485,7 человек на км².
Расовый состав:
- 85,4% белых (включая 51,2% латиноамериканцев)
- 1,4% афроамериканцев
- 1,2% коренных американцев
- 0,8% азиатов
- 3,3% принадлежащих к двум или более расам

Возрастное распределение: 22% младше 18 лет (из них 7% младше 5 лет), 62,9% от 18 до 64 лет, и 15,1% возраста 65 лет и старше. На каждые 100 женщин было 99,5 мужчин (то есть 50,1% женщин и 49,9% мужчин).
Согласно данным пятилетнего опроса 2019 года, средний доход домохозяйства в Алпайне составляет 46 488 долларов США в год, средний доход семьи — 66 602 доллара. Доход на душу населения в городе составляет 27 384 доллара. Около 12,1 % семей и 16,2 % населения находятся за чертой бедности. В том числе 14,5 % в возрасте до 18 лет и 8,2 % в возрасте 65 и старше.

## География
Алпайн находится на западе Техаса, примерно в 150 км к северу от национального парка Биг-Бенд и границы с Мексикой.

## Климат
| Показатель                    | Янв.  | Фев.  | Март  | Апр. | Май  | Июнь | Июль | Авг. | Сен. | Окт. | Нояб. | Дек.  | Год   |
| ----------------------------- | ----- | ----- | ----- | ---- | ---- | ---- | ---- | ---- | ---- | ---- | ----- | ----- | ----- |
| Абсолютный максимум, °C       | 27,2  | 31,7  | 32,8  | 36,1 | 38,3 | 41,7 | 41,1 | 39,4 | 38,3 | 36,1 | 30,6  | 28,3  | 41,7  |
| Средний суточный максимум, °C | 15,8  | 18,1  | 21,5  | 25,8 | 29,7 | 32,6 | 31,9 | 31,3 | 28,7 | 25,4 | 19,9  | 16,4  | 24,8  |
| Средний суточный минимум, °C  | 0,4   | 1,8   | 4,4   | 8,6  | 13,1 | 17,0 | 17,8 | 17,3 | 14,4 | 9,7  | 4,1   | 1,1   | 9,2   |
| Абсолютный минимум, °C        | −17,8 | −18,9 | −12,2 | −6,7 | −1,7 | 0,0  | 11,1 | 9,4  | 2,2  | −6,1 | −18,9 | −19,4 | −19,4 |
| Норма осадков, мм             | 14    | 12    | 9     | 13   | 31   | 60   | 70   | 68   | 66   | 34   | 13    | 15    | 405   |
| Источник: www.weatherbase.com |       |       |       |      |      |      |      |      |      |      |       |       |       |

## Образование
- Среднее образование

Бо́льшая часть школ Алпайна принадлежит Алпайнскому независимому школьному округу (англ. Alpine Independent School District). Кроме этого, есть две частные школы.
- Высшее образование
  - Университет Сала Росса (англ. Sul Ross State University) — университет штата Техас, названный в честь 19-го губернатора Техаса Лоуренса Салливана Росса.

## Транспорт
- Автомобильное сообщение
  - Основные автомобильные дороги, пересекающие Алпайн:
    -  US 90 (англ. US Highway 90) и US 67 (англ. US Highway 67), сливаясь друг с другом, пересекают Алпайн с востока на запад. US 90 подходит с востока (со стороны Маратона[англ.]) и продолжается на запад, в сторону Марфы и Ван-Хорна. US 67 подходит с северо-востока (со стороны Форт-Стоктона) и продолжается на запад, в сторону Марфы, но затем уходит на юго-запад в сторону Пресидио и границы с Мексикой.
    -  Шоссе 118 штата Техас (англ. State Highway 118) подходит к Алпайну с северо-запада (со стороны Форт-Дейвиса) и продолжается на юг, к национальному парку Биг-Бенд.
- Железнодорожное сообщение
  - В Алпайне есть пассажирская железнодорожная станция Alpine Amtrak Station[11].

## Фотогалерея
|  |  |  |  |